# Uzi
Uzi (tiếng Hebrew: עוזי)  /ˈuːzi/ ⓘ cùng với MP5, TMP,... thuộc nhóm súng tiểu liên. Đây một trong những loại súng tự vệ trang bị cho cá nhân rất nhỏ gọn. Các biến thể mới và nhỏ hơn của loại súng này được xem như thuộc loại súng ngắn tự động. Khẩu súng được thiếu tá Uziel Gal - một người Do Thái ở Đức thiết kế vào những năm 1940. Súng được sản xuất bởi Israel Military Industries (IMI) của Israel, nhà sản xuất FN Herstal của Bỉ, và một số hãng khác dưới sự cho phép từ phía IMI. Bản mẫu đầu tiên được chế tạo vào năm 1950 bởi hãng Uziel Gal của Israel.
Từ năm 1954, Uzi được đưa vào sử dụng trong quân đội Israel. Trên thế giới, Uzi được trang bị chủ yếu cho các lực lượng cảnh sát, phản ứng nhanh, trong quân đội thường trang bị cho lực lượng đặc biệt và lính tăng, pháo binh. Ngày nay Uzi đang dần trở nên cũ hơn và bị thay thế bởi các vũ khí cùng loại hiện đại hơn như HK-MP7.

## Biến thể

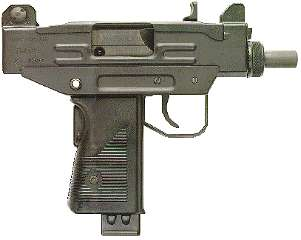
Micro Uzi, được trang bị cho Binh chủng Đặc công

Mini Uzi: phiên bản nhỏ gọn của Uzi, dễ che giấu hơn với báng súng có thể gấp lại. Tốc độ bắn lên đến 950 viên/phút, rất ấn tượng nhưng không thiết thực trên chiến trường.
Micro Uzi: Vài năm sau, Uzi còn xuất hiện với thiết kế nhỏ, nhẹ hơn mẫu Mini và được đặt tên là Micro Uzi. Mô hình này trông giống như một phiên bản súng lục của Uzi nhưng giữ lại báng dạng gấp (tương tự như Mini Uzi). Tốc độ bắn của Micro Uzi cực kỳ khủng khiếp: 1250 viên/phút.
Uzi Pro: Phiên bản nâng cấp của Uzi, được gắn thêm thanh ray Picatinny, vì thế xạ thủ có thể gắn thêm kính ngắm quang học như EOTECH hoặc Aimpoint AB...
Uzi Pro Pistol: Đây là một biến thể của Uzi Pro với việc loại bỏ chế độ bắn tự động hoàn toàn, vì vậy súng chỉ có chế độ bắn bán tự động như các khẩu súng ngắn thông thường.

## Các quốc gia sử dụng
- Israel
- Algérie
- Ấn Độ
- Angola
- Bangladesh - Tiểu đoàn phản ứng nhanh
- Bỉ - Sử dụng trong hải quân và cảnh sát (đang dần được thay thế)
- Bulgaria
- Campuchia - Lực lượng cận vệ
- Chile
- Croatia
- Colombia
- Cuba
- Đức với tên gọi MP2 - Đang được thay thế dần bằng Heckler & Koch MP7.
- El Salvador - Cảnh sát sử dụng trong suốt Nội chiến El Salvador.
- Estonia - Sử dụng phiên bản Uzi thu gọn.[5]
- Guatemala
- Haiti
- Hoa Kỳ
- Hy Lạp - Sử dụng trong cảnh sát và lực lượng hải quân.
- Indonesia - Sử dụng bởi Kopassus và Tontaipur.
- Ireland - Sử dụng bởi Garda Síochána ERU và Special Branch sẽ được thay thế bởi Heckler & Koch MP7..
- México- Lực lượng cảnh sát phòng chống tội phạm ma túy.
- Myanmar - Sản xuất nhượng quyền bởi các nhà máy Ka Pa Sa với tên gọi BA-94.
- Cộng hòa Nam Phi
- Paraguay
- Peru - Micro Uzi từng sử dụng trong không quân, hải quân và đặc công.
- Pháp
- Bồ Đào Nha - Sử dụng bởi quân đội, trước đây Polícia de Segurança Pública trong chiến tranh thuộc địa Bồ Đào Nha.
- Philippines
- Rhodesia
- Rwanda
- Sri Lanka
- Sudan
- Suriname
- Thái Lan
- Thổ Nhĩ Kỳ - Lực lượng đặc nhiệm, cảnh sát.
- Trung Quốc - Bản nhái tên Norinco 320 sản xuất bởi Norinco.
- Đài Loan - sử dụng bởi các đơn vị Đại đội Nhiệm vụ Đặc biệt ROCMC.
- Uganda
- Vương quốc Liên hiệp Anh và Bắc Ireland
- Uruguay
- Venezuela
- Việt Nam - Sản xuất Micro-Uzi với cái tên TK K12 tại nhà máy Z111 theo chuẩn công nghệ và giấy phép do Israel cung cấp. TK-K12 được trang bị cho Binh chủng Đặc công[6]